# Falstaff ossia Le tre burle
Falstaff ossia Le tre burle (título original en italiano; en español, Falstaff o Las tres burlas) es un drama jocoso en dos actos con música del compositor italiano Antonio Salieri, y libreto de Carlo Prospero Defranceschi basado en tema tomado de Las alegres comadres de Windsor de William Shakespeare. Se estrenó en el Kärntnertortheater de Viena el 3 de enero de 1799.
Una de las primeras versiones operísticas de la obra de Shakespeare, el Falstaff de Salieri es notable por una comprensión general y reducción eficiente de la trama original, destacando la ausencia de los dos jóvenes enamorados, Fenton y Anne, y el añadido de una escena en la que la señora Ford pretendía ser alemana para encantar a Falstaff (de hecho dos escenas semejantes existen, una en una partitura separada de Salieri fue probablemente omitida de las producciones vienesas originales). Defranceschi traslada la trama y la estructura lejos del drama isabelino y más cerca de las convenciones estándar de la ópera bufa de finales del siglo XVIII.
En octubre de 2013, la compañía Lírica Lado B la hizo en Argentina, en la sala Hasta Trilce de la Ciudad de Buenos Aires.

## Personajes
| Personaje                        | Tesitura | Reparto del estreno, 3 de enero de 1799 (Director: - ) |
| -------------------------------- | -------- | ------------------------------------------------------ |
| Sir John Falstaff                | bajo     | Carlo Angrisani                                        |
| Master Ford                      | tenor    | Giuseppe Simoni                                        |
| Mistress Ford                    | soprano  | Irene Tomeoni                                          |
| Master Slender                   | barítono | Ignaz Saal                                             |
| Mistress Slender                 | soprano  | Louise Milloch                                         |
| Bardolf, criado de Falstaff      | barítono | Gaetano Lotti                                          |
| Betty, doncella de Mistress Ford | soprano  | Marianne Gaßmann                                       |